# Bern (stad)

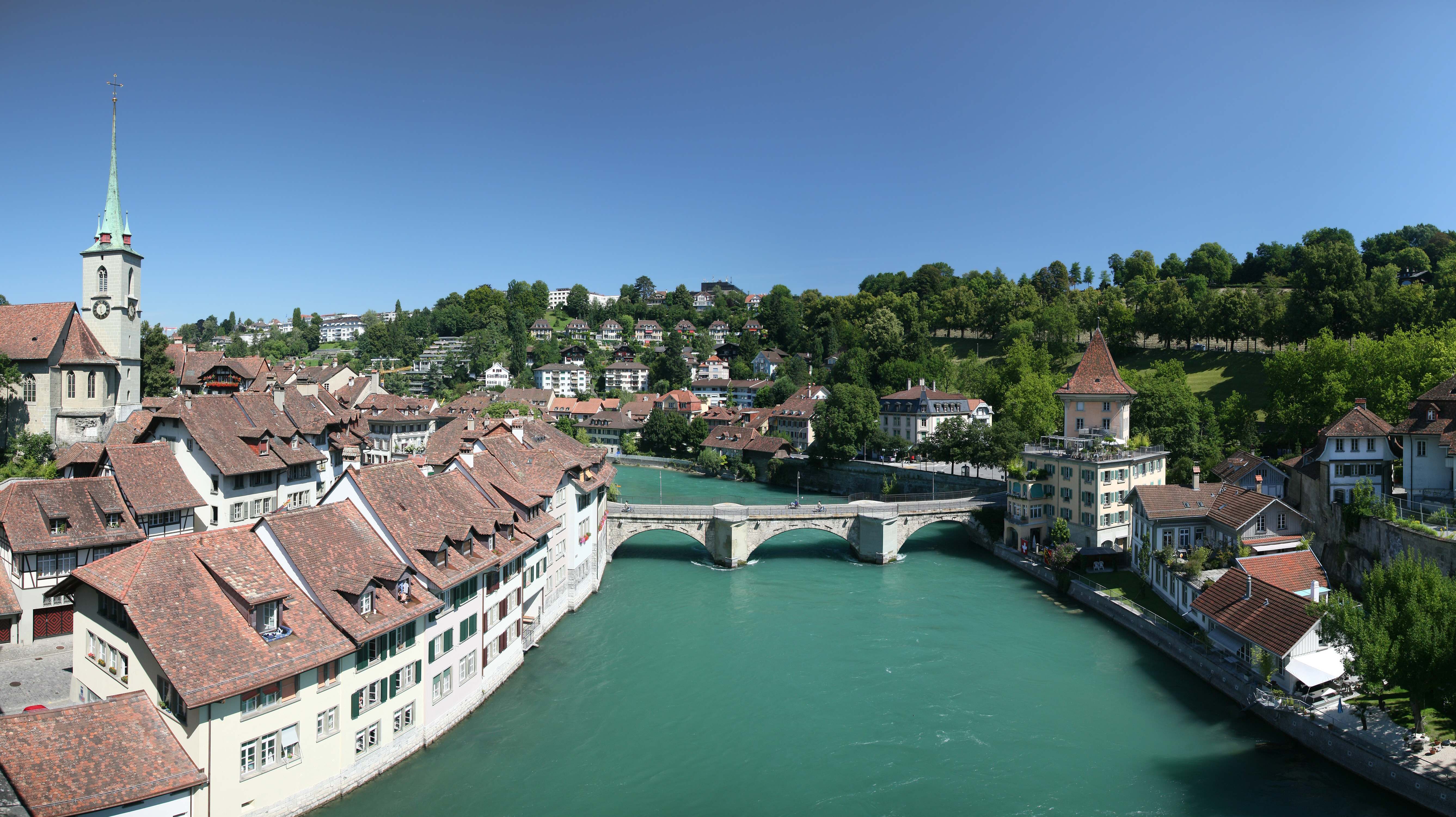
De Aare in Bern

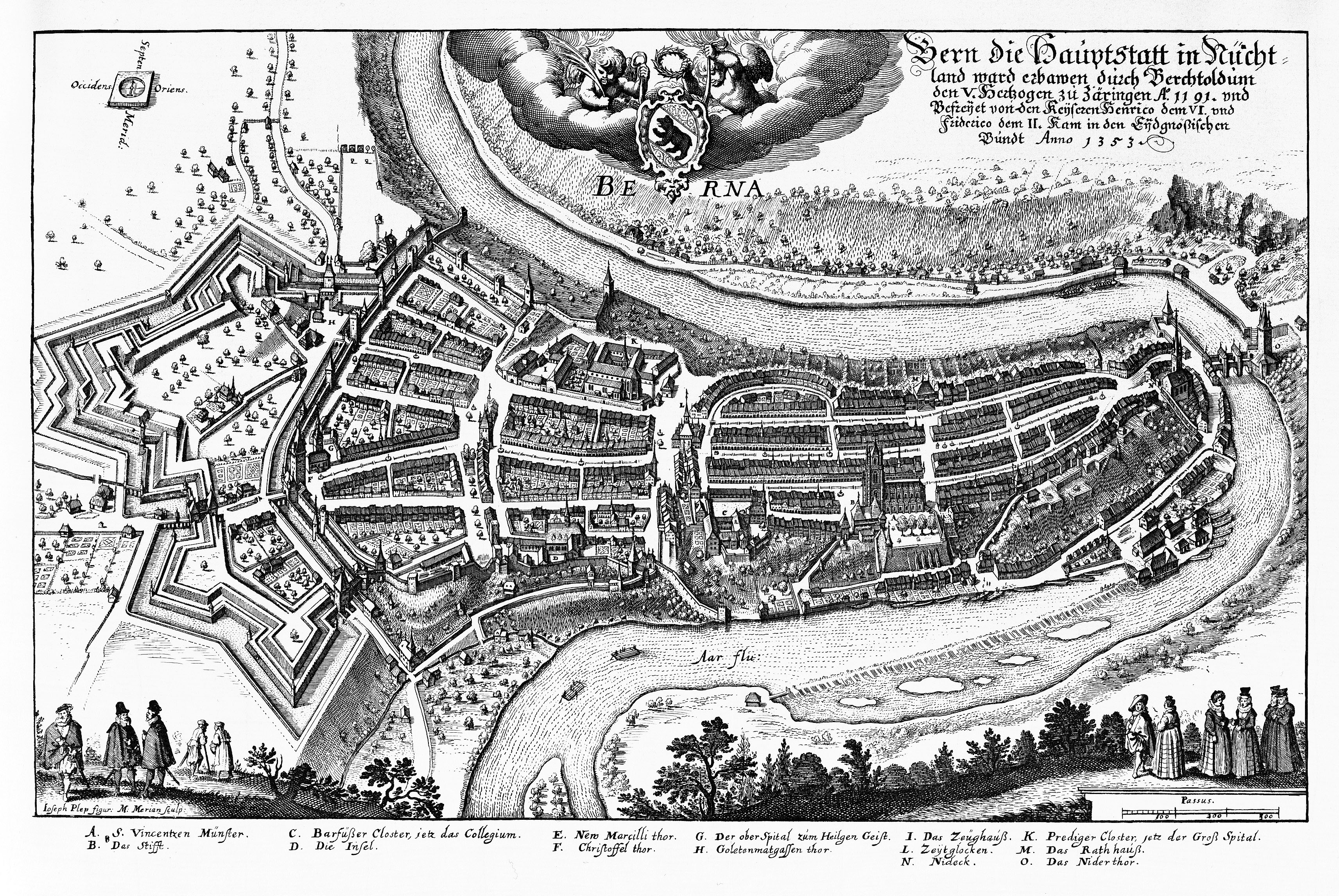
Bern rond 1638

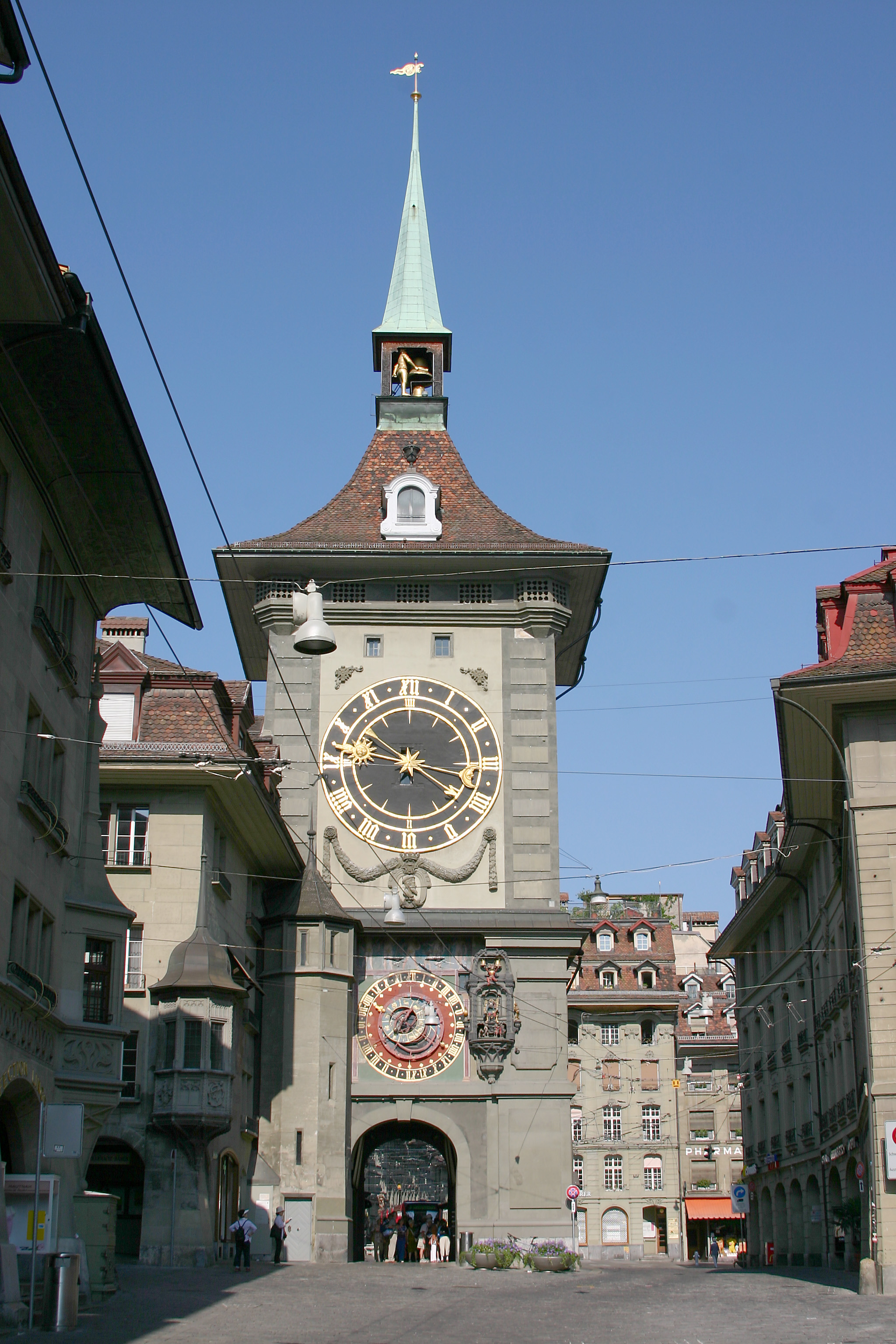
Zytglogge

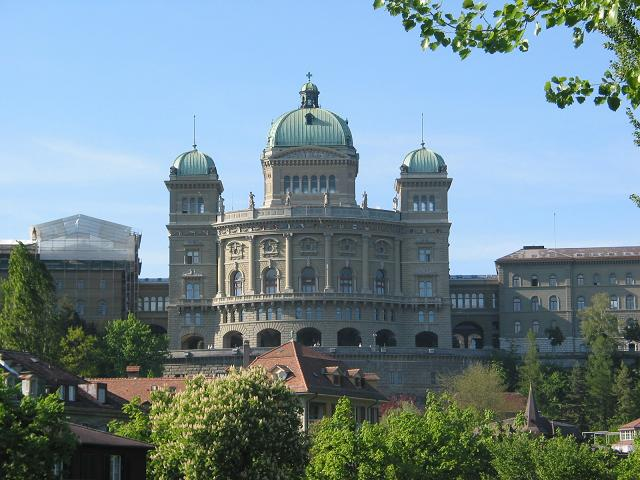
Het Bundeshaus, het regerings- en parlementsgebouw van Zwitserland

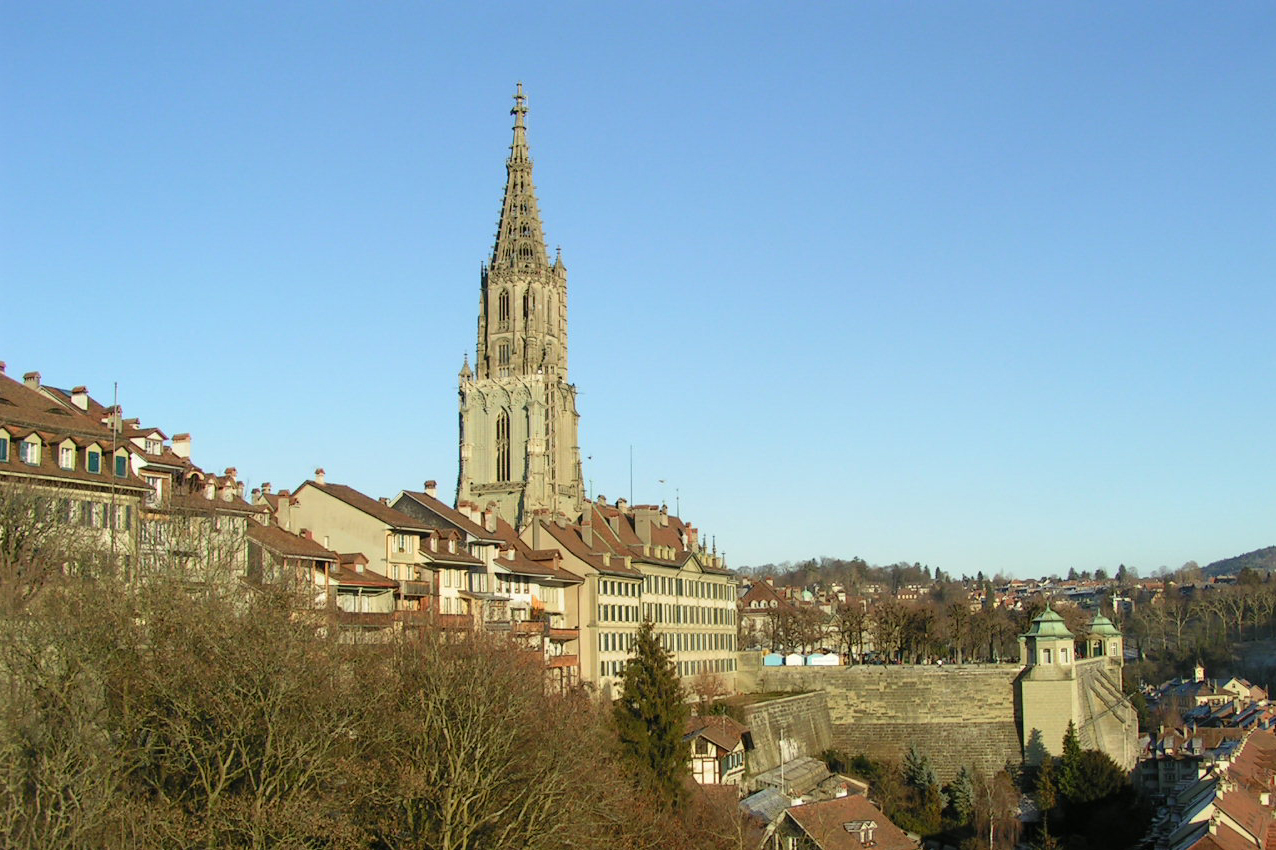
Berner Münster

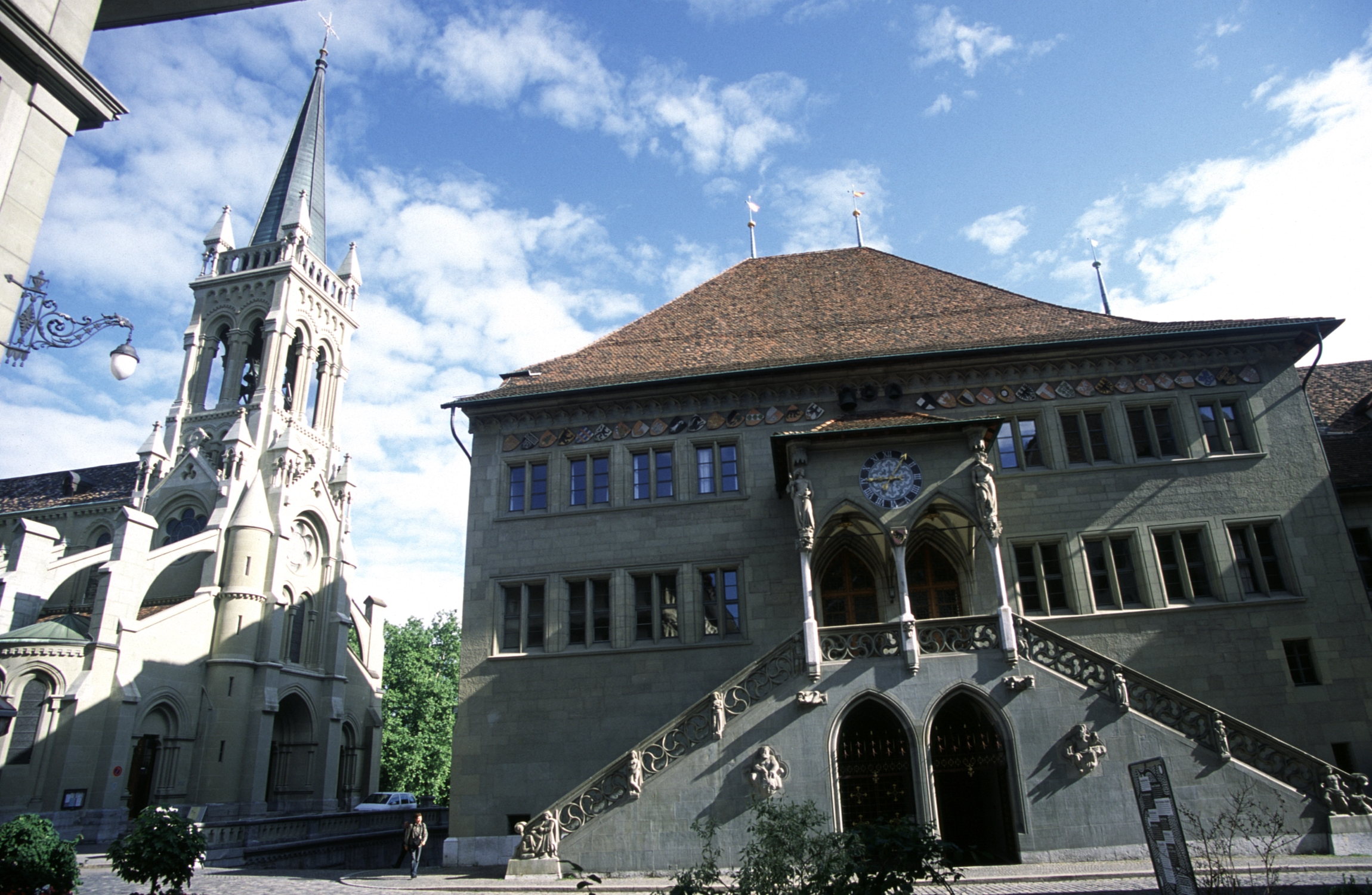
St. Peter en Paulkerk

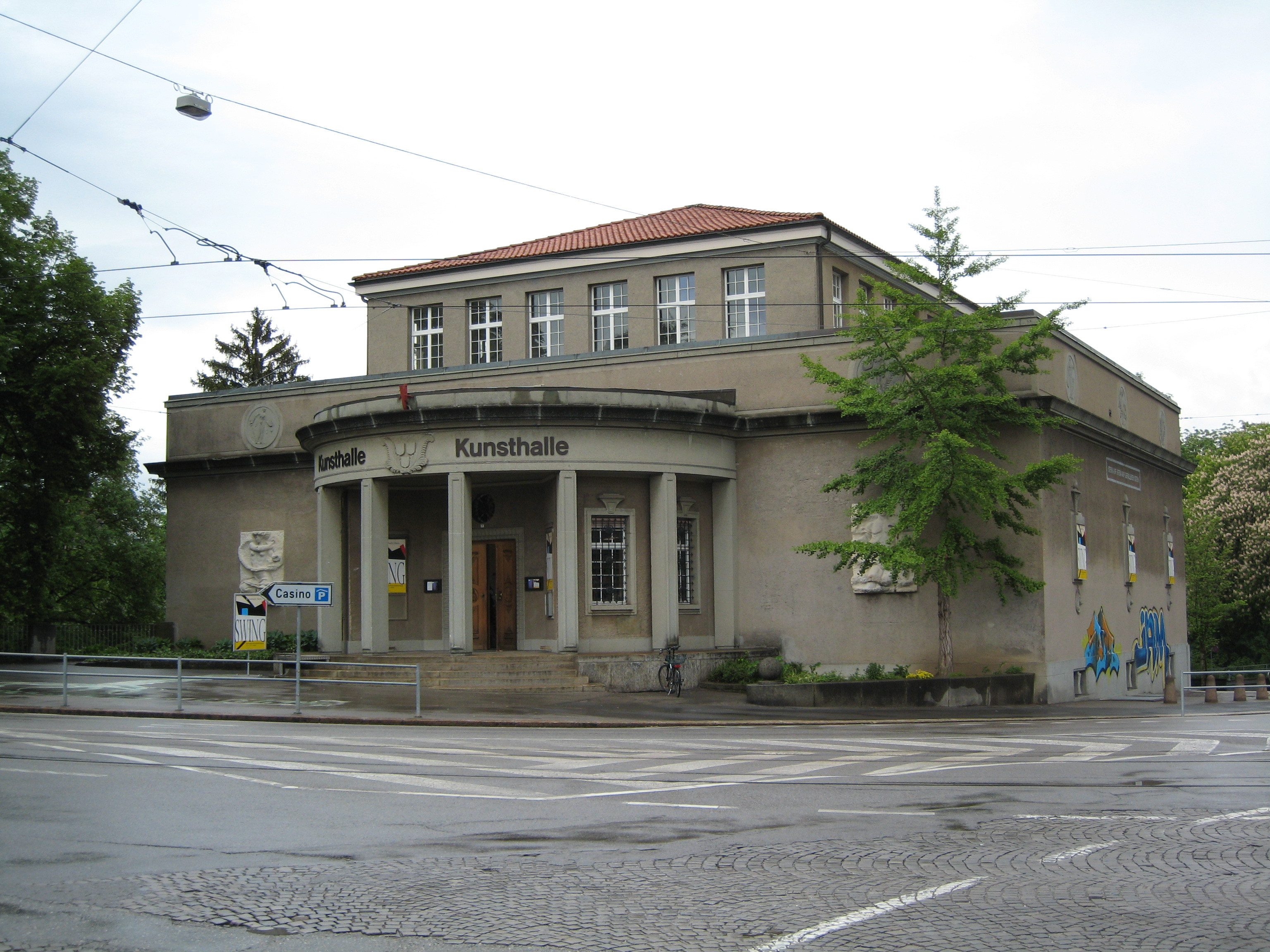
Kunsthalle Bern

Bern (Bernduits: Bärn; Frans: Berne; Italiaans en Reto-Romaans: Berna) is de bondsstad van Zwitserland en bestuurlijk centrum van het kanton Bern. Bern telt volgens de gemeentelijke website 134.794 inwoners (dec. 2020) en is daarmee de vijfde stad van het land na Zürich, Genève, Bazel en Lausanne.
De oude binnenstad van Bern is opgenomen in de Werelderfgoedlijst van de UNESCO.

## Geschiedenis
Hoewel er weliswaar al nederzettingen waren, werd de huidige stad Bern gesticht door Hertog Berthold V van Zähringen in 1191. Volgens een sage heet de stad Bern omdat de hertog op deze plaats een beer heeft gedood; de beer is dan ook de mascotte van de stad. Berthold V bouwde de stad volgens een duidelijk plan, waarbij de stad aan drie zijden omringd werd door de Aare en daarom beter verdedigbaar was. Aan de vierde (westelijke) zijde werd een muur en een toren gebouwd. Aan die kant werd de stad relatief snel verder vergroot. De rand van de stad werd tot 1256 gemarkeerd door de Zytgloggetoren, daarna tot 1345 door de Käfigtoren en tot 1622 door de Christoffelturm. Deze toren stond op de plaats van het huidige centraal station en werd in 1865 afgebroken.
Na het uitsterven van het Zähringergeslacht in 1218 werd Bern een vrije stad. Ten slotte bereikte de stad zijn onafhankelijkheid na 2 oorlogen, de eerste in 1298 tegen Fribourg en de Habsburgers en daarna in 1339 tegen de Bourgondiërs. In de tweede oorlog werd Bern ondersteund door de Eedgenoten van Nidwalden, Uri en Schwyz, waarmee het zich in 1323 verbond.
In maart 1990 kwam het in Bern tot ernstige rellen toen ca. 20.000 mensen betoogden tegen Zwitserland als 'snuffelstaat', nadat eerder bekend was geworden dat de overheid van 900.000 burgers en 70 parlementariërs een omvangrijk dossier had aangelegd.

## Hoofdstad
Hoewel Bern de hoofdstad van Zwitserland genoemd wordt, heeft Zwitserland eigenlijk geen hoofdstad. Bern is officieel de Bondsstad. Toen in 1848 de Zwitserse statenbond werd omgevormd tot bondsstaat waren er drie kandidaat-steden om bondsstad te worden. Op 28 november werd Bern verkozen. Zürich, toen al de economisch sterkste stad van Zwitserland, werd, juist om die positie niet nog meer te versterken, niet gekozen. Luzern was de derde kandidaat, maar had als nadeel dat het bij de Sonderbund-oorlog bij de afvallige kantons hoorde, iets wat de machthebbers niet wilden belonen.
Voordat Bern de bondsstad werd, wisselde de bondsregering vanaf 1803 elk jaar, en later elke twee jaar, van de ene Zwitserse stad naar de andere stad.

## Geografie
De stad ligt aan de rivier de Aare, oorspronkelijk gebouwd in een bocht van die rivier. De rivier omslingert dan ook een groot deel van de oude binnenstad. De oude binnenstad wordt omringd door de stadsdelen Breitenrain en Lorraine in het noorden, in het oosten Schosshalde en in het zuiden Kirchenfeld. Deze delen worden met de binnenstad van Bern met de bruggen Kornhausbrug, Nydeggbrug en Kirchenfeldbrug verbonden. In het westen grenzen de stadsdelen Bümpliz en Bethlehem aan de stad.
Om Bern liggen enkele gemeenten zoals Köniz, Muri, Ostermundigen, Ittigen, Bolligen en Zollikofen, die tot de agglomeratie van Bern worden gerekend. Deze agglomeratie heeft ongeveer 300.000 inwoners.

### Klimaat
| Maand                  | jan  | feb  | mrt | apr  | mei  | jun  | jul  | aug  | sep  | okt  | nov | dec  | Jaar  |
| ---------------------- | ---- | ---- | --- | ---- | ---- | ---- | ---- | ---- | ---- | ---- | --- | ---- | ----- |
| Gemiddeld maximum (°C) | 2,8  | 4,7  | 9,5 | 13,4 | 18,2 | 21,6 | 24,3 | 23,7 | 19,1 | 13,8 | 7,3 | 3,5  | 13,5  |
| Gemiddeld minimum (°C) | −3,6 | −3,1 | 0,2 | 3,0  | 7,4  | 10,5 | 12,5 | 12,3 | 8,9  | 5,4  | 0,4 | −2,3 | 4,3   |
|                        |      |      |     |      |      |      |      |      |      |      |     |      |       |
| Neerslag (mm)          | 60   | 55   | 73  | 82   | 119  | 111  | 106  | 116  | 99   | 88   | 76  | 74   | 1.059 |
| Bron: WeerOpReis.com   |      |      |     |      |      |      |      |      |      |      |     |      |       |

## Religie
In 1999 was 52% van de bevolking gereformeerd en 27% rooms-katholiek; beide groeperingen hebben veel aanhangers verloren in de periode 1999-2009. In 2009 waren 57402 (of 44 % van de) inwoners nog gereformeerd (een afname met 8%) en het aantal katholieken was eind 2009 afgenomen naar 31077 (24 %), een afname van (slechts) 4 %. Het aantal niet-gelovigen (konfessionslosen) en aanhangers van andere niet erkende religies is toegenomen naar 31 %.

## Bezienswaardigheden
- Oude binnenstad van Bern
- Aare (Marzilibad)
- Bärengraben en BärenPark
- Botanischer Garten Bern
- Bundesplatz
- Dierenpark Dählhölzli
- Elfenau
- Erlacherhof
- Gurten
- Kornhaus
- Marzilibahn
- Parlementsgebouw van Bern
- Untertorbrücke
- Zytglogge-toren

### Kastelen
- ilu Schloss Bümpliz
- Neues Schloss Bümpliz
- Schloss Holligen
- Schloss Wittigkofen

### Kerken
- Berner Münster
- Französische Kirche
- Heiliggeistkirche
- Nydeggkirche
- Friedenskirche
- Johanneskirche
- Pauluskirche
- Petruskirche
- Dreifaltigkeitskirche
- St. Peter en Paulkerk
- St. Ursula's Church

### Begraafplaatsen
- Bremgartenfriedhof, met graf van Michail Alexandrowitsch Bakunin
- Schosshaldenfriedhof, met graf van Paul Klee
- Friedhof Bümpliz
- Joods kerkhof, met graf van Max Horkheimer

## Cultuur

### Theater
- Stadttheater Bern
- Schlachthaus Theater Bern
- Hochschule der Künste Bern
- Theater aan de Effingerstrasse
- Narrenpack Theater Bern
- Tojo Theater in der Reitschule

### Musea
- Kunstmuseum Bern
- Kunsthalle Bern
- Zentrum Paul Klee
- Historisches Museum Bern
- Museum für Kommunikation Bern
- Schweizerisches Literaturarchiv in de Schweizerische Nationalbibliothek
- Naturhistorisches Museum der Burgergemeinde Bern
- Trammuseum

## Sport
In het Wankdorf Stadion werd in 1954 de finale van het WK voetbal gespeeld.
Ook werden in het stadion ook wel Stade de Suisse genaamd wedstrijden gespeeld van het EK voetbal 2008 gespeeld. Het Nederlands Elftal speelde er alle drie de groepswedstrijden.
De voetbalclub BSC Young Boys en FC Bern komen uit Bern.
Bern is verder het regelmatig eindpunt van de Ronde van Zwitserland, een meerdaagse wielerwedstrijd die vlak voor de Ronde van Frankrijk wordt verreden. In 1936 en 1961 werden de wereldkampioenschappen wielrennen in Bern georganiseerd. De wereldtitels voor de heren beroepsrenners gingen respectievelijk naar de Fransman Antonin Magne en de Belg Rik van Looy.
In 2016 was Bern start- en finishplaats voor een etappe in de Ronde van Frankrijk. De Slowaak Peter Sagan won in Bern.
De ijshockeyclub SC Bern speelt in de PostFinance-Arena. Bern was speelstad voor het WK ijshockey in 1971, 1990 en 2009.
In 2006 was Bern een van de vijf speelsteden tijdens het EK handbal (mannen).

## Vervoer
Hoewel Bern de bondsstad van het land is, is de ontsluiting voor luchtverkeer beperkt. De luchthaven Bern-Belp is een kleine luchthaven met routes naar enkele Europese bestemmingen. Het gros van luchtverkeer van en naar Bern loopt via de luchthavens van Zürich en Genève. Langs de weg is er een uitstekende ontsluiting via de A1, A6 en A12. Voor de Schweizerische Bundesbahnen is het station van Bern een belangrijk knooppunt.
Stadsvervoerbedrijf Bernmobil exploiteert vijf tramlijnen, vijf trolleybuslijnen en meerdere dieselbuslijnen.

## Bekende inwoners van Bern

### Geboren
- Burchard van Schwanden (≈1245-1310), de twaalfde grootmeester van de Duitse Orde
- Beat Ludwig von Muralt (1665-1749), schrijver en filosoof in de Verlichting
- Albrecht von Haller (1708-1777), arts, dichter, natuurwetenschapper en magistraat
- Julie Bondeli (1732-1778), salonnière
- Johann David Wyss (1743-1818), gereformeerd prediker en schrijver
- Daniël Wyttenbach (1746-1820), hoogleraar in de klassieke talen aan de Leidse Universiteit en tevens bibliothecaris van de universiteitsbibliotheek
- Philipp Emanuel von Fellenberg (1771-1844), agronoom, pedagoog, schrijver en Landammann van het kanton Bern
- Johann-Conrad Appenzeller (1775-1850), schrijver, dichter, predikant, onderwijzer
- Rosette Niederer-Kasthofer (1779-1857), lerares, pedagoge en pionier voor het meisjesonderwijs
- Friedrich Ludwig von Effinger (1795-1867), politicus
- Carl Meissner (1800-1874), botanicus en rector
- Ludwig Stantz (1801-1871), arts, glaszetter en glasschilder
- Henriette Bitzius-Zeender (1805-1872), redactrice
- Christoph Albert Kurz (1806-1864), politicus
- Sofie Daendliker (1809-1878), diacones
- Rudolf Otto von Büren (1822-1888), politicus
- Karl Brunner-von Wattenwyl (1823-1914), fysicus en entomoloog
- Karl Schenk (1823-1895), gereformeerd dominee en politicus
- Friedrich Rudolf Simon (1828-1862), kunstschilder
- Anna Bachofner (1839-1909), schrijfster
- Emil Theodor Kocher (1841-1917), arts en Nobelprijswinnaar (1909)
- Karl Stämpfli (1844-1894), ondernemer en politicus
- Heinrich Dübi (1848-1942), filoloog en alpinist
- Emma Stämpfli-Studer (1848-1930), onderneemster
- Carl Stooss (1849-1934), jurist en hoogleraar
- Helene von Mülinen (1850-1924), feministe, activiste
- Ferdinand Hodler (1853-1918), schilder
- Julie Studer-Steinhäuslein (1853-1924), feministe
- Marie de Gottrau-von Wattenwyl (1860-1910), feministe
- Hedwig Dietzi-Bion (1867-1940), schrijfster
- Friedrich Moritz von Wattenwyl (1867-1942), militair
- Martha Stettler (1870-1945), kunstschilderes
- Walter Breisky (1871-1944), Oostenrijks politicus
- Hermann Lindt (1872-1937), politicus
- Theodor Tobler (1875-1941), chocolatier
- Gertrud Woker (1878-1968), chemica, feministe en pacifiste
- Clara Winnicki (1880-voor 1938), apothekeres
- Margarethe Faas-Hardegger (1882-1963), Zwitserse syndicaliste, feministe en antimilitariste
- Ida Somazzi (1882-1963), onderwijzeres en feministe
- Luzia Emma Bähler (1885-1970), onderwijsstatistica
- Hélène Gautier-Pictet (1888-1973), feministe
- Agnes Debrit-Vogel (1892-1974), journaliste en feministe
- Rudolf Ramseyer (1897-1943), voetballer
- Eduard Freimüller (1898-1966), politicus
- Robert Roth (1898-1959), worstelaar, olympisch kampioen
- Helen Dünner (1899-1985), advocate, notaris en feministe
- Hans Albert Einstein (1904-1973), professor in de hydrauliek; zoon van de theoretisch natuurkundige Albert Einstein (1879-1955)
- Auguste R. Lindt (1905-2000), jurist, bankier, diplomaat
- Sophie Deroisin (1909-1994), Franstalige Belgische schrijfster
- René Gardi (1909-2000), reiziger, schrijver en fotograaf
- Lotti Lobsiger-Schibli (1912-1975), kunstschilderes en olympisch deelneemster
- Beno Eckmann (1917-2008), wiskundige
- Marc Hodler (1918-2006), president van de internationale ski federatie (1951-1998) en sinds 1963 lid van het Internationaal Olympisch Comité
- Gottfried von Einem (1918-1996), Oostenrijks componist; Rechtvaardige onder de Volkeren
- Ruth Bietenhard (1920-2015), onderwijzeres, dialectoloog en schrijfster
- Hazy Osterwald (1922-2012), schlagerzanger en orkestleider
- Werner Bircher (1928-2017), politicus
- Bernhard Luginbühl (1929-2011), beeldhouwer
- Liselotte Pulver (1929), actrice (in Duitse en Franse films)
- Kurt Stettler (1932-2020), voetballer (doelman) en voetbaltrainer
- Ariane Etienne-Kfouri (1935-2010), psychologe en hooglerares
- Ursula Andress (1936), de eerste Bond-girl, is geboren vlak bij Bern (in Ostermundigen)
- Mani Matter (1936-1972), componist/singer-songwriter
- Hansruedi Fuhrer (1937), voetballer
- Victor Ruffy (1937-2016), politicus
- Stefan Trechsel (1937), rechtsgeleerde
- Christiane Langenberger (1941-2015), politica
- Balthasar Burkhard (1944-2010), kunstfotograaf
- Pascal Mercier (1944-2023), schrijver en filosoof
- Duarte Pio van Bragança (1945), sinds 1976 hertog van Bragança en pretendent van de Portugese troon
- Christine Stückelberger (1947), amazone, die gespecialiseerd was in dressuur
- Martin Brauen (1948), antropoloog, bhutanist, tibetoloog, boeddholoog en museumdirecteur
- Heinz Bigler (1949-2021), voetballer en voetbaltrainer
- Peter Reber (1949), singer-songwriter
- Alexander Tschäppät (1952-2018), politicus
- Hans-Peter Zaugg (1952), voetballer en voetbalcoach
- Thomas Demenga (1954), cellist en componist
- Urs Gasche (1955), politicus
- Thomas Hirschhorn (1957), beeldend kunstenaar
- Christine Bulliard-Marbach (1959-), onderwijzeres en politica
- Urs Dellsperger (1963), duatleet
- Daniel Mojon (1963), oogarts en oogchirurg
- Frederik Vansina (1964), Belgisch generaal-majoor vlieger en commandant van de Belgische luchtmacht
- Roeland Wiesnekker (1967), toneelspeler
- Alain Sutter (1968), voetballer
- Alexander Schallenberg (1969), Oostenrijks bondskanselier
- Susanne Abbuehl (1970), jazzzangeres
- Paul Laciga (1970), beachvolleyballer
- Alain Rohr (1971), atleet
- Mirjam Ott (1972), enkelvoudig wereldkampioen curlingspeelster
- Gunvor (1974), zangeres
- Tanja Frieden (1976), snowboardster
- Milo Rau (1977), regisseur, journalist, essayist en docent
- Samuel Rohrer (1977), jazz-drummer
- Thomas Lamparter (1978), bobsleeër
- Alain Bieri (1979), voetbalscheidsrechter
- Esther Staubli (1979), voetbalscheidsrechter
- Andrea Jansen (1980), tv-presentatrice
- David Loosli (1980), wielrenner
- Julien Clément (1981), golfprofessional
- Fabian Cancellara (1981), wielrenner
- Edita Abdieski (1984), zangeres
- Muhamed Demiri (1985), voetballer
- Anouk Vergé-Dépré (1992), beachvolleyballer
- Marco Bürki (1993), voetballer
- Luca Hänni (1994), zanger
- Ismael Tajouri (1994), voetballer
- Marc Hirschi (1998), wielrenner
- Zoé Vergé-Dépré (1998), beachvolleyballer
- Ditaji Kambundji (2002), atlete
- Fabian Rieder (2002), voetballer

### Bekende inwoners
- Albert Einstein (1879-1955) werkte aan zijn relativiteitstheorie als medewerker bij het Zwitserse Patentbureau in Bern
- Léon Savary (1895-1968), Franstalig schrijver en journalist

### Overleden
- Maria Margaretha von Wildermeth (1777-1839), gouvernante
- Victor Ruffy (1823-1869), politicus, lid van de Bondsraad
- Gonzalve Petitpierre (1805-1870), politicus
- Ludwig Stantz (1801-1871), arts, glaszetter en glasschilder
- Henriette Bitzius-Zeender (1805-1872), redactrice
- Niklaus Niggeler (1817-1872), advocaat, notaris, bestuurder en politicus
- Michail Bakoenin (1814-1876), Russisch anarchist
- Sofie Daendliker (1809-1878), diacones
- Auguste Bachelin (1830-1890), kunstschilder, tekenaar, kunstcriticus, romanschrijver, politicus en historicus
- Karl Stämpfli (1844-1894), ondernemer en politicus
- Jean Tobler (1830-1905), chocolatier
- Marie Adam-Doerrer (1838-1908), Duits-Zwitserse feministe
- Otto Hebbel (1847-1912), militair
- Clara von Rappard (1857-1912), kunstschilderes
- Emma Hodler (1840-1913), schrijfster en onderwijzeres
- Louis Perrier (1849-1913), politicus, lid van de Bondsraad
- Jacques Schiesser (1848-1913), ondernemer
- Eliza von Wattenwyl-de Portes (1812-1914), feministe
- Felix von Schumacher (1856-1916), ingenieur en politicus
- Eugen Huber (1849-1923), jurist en politicus
- Julie Studer-Steinhäuslein (1853-1924), feministe
- Emma Graf (1865-1926), onderwijzeres, suffragette en feministe
- Emma Stämpfli-Studer (1848-1930), onderneemster
- Faisal I van Irak (1885-1933), koning van Irak (1920-1933)
- Theodor Tobler (1875-1941), chocolatier
- Heinrich Dübi (1848-1942), filoloog en alpinist
- Friedrich Moritz von Wattenwyl (1867-1942), militair
- Martha Sommer (1863-1944), arts
- Ida Hoff (1880-1952), Amerikaans-Zwitserse interniste
- Ida Somazzi (1882-1963), onderwijzeres en feministe
- Franziska Baumgarten (1883-1970), psychologe en hooglerares
- Marguerite Weidauer-Wallenda (1882-1972), Duits-Zwitserse onderneemster en foorkraamster
- Agnes Debrit-Vogel (1892-1974), journaliste en feministe
- Lotti Lobsiger-Schibli (1912-1975), kunstschilderes en olympisch deelneemster
- Elisabeth Binz-Winiger (1890-1981), journaliste en feministe
- Monika Meyer-Holzapfel (1907-1995), zoöloge en hooglerares
- Marie Boehlen (1911-1999), advocate, jeugdrechter en politica
- Maria Bindschedler (1920-2006), hooglerares en taalkundige
- Denise Bindschedler-Robert (1920-2006), hooglerares, advocate en rechter in het Europees Hof voor de Rechten van de Mens
- Elsbeth Pulver (1928-2017), journaliste, literatuurcritica en onderwijzeres
- Kofi Annan (1938-2018), Ghanees secretaris-generaal van de Verenigde Naties
- Roland Jeanneret (1947-2021), journalist